# Oedemera flavipes
Oedemera flavipes är en skalbaggsart som först beskrevs av Fabricius 1792.  Oedemera flavipes ingår i släktet Oedemera, och familjen blombaggar. Arten är reproducerande i Sverige.

## Bildgalleri

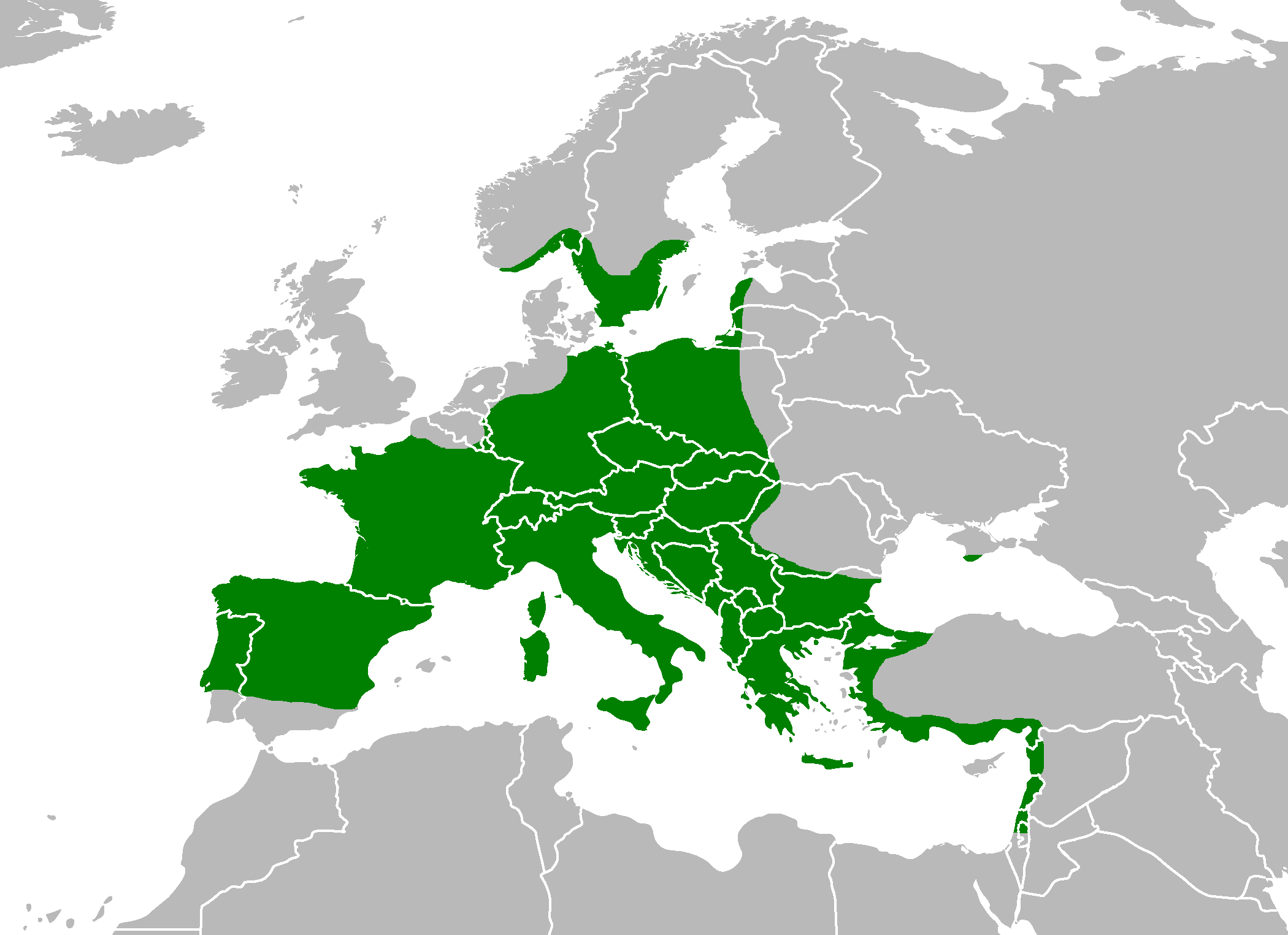
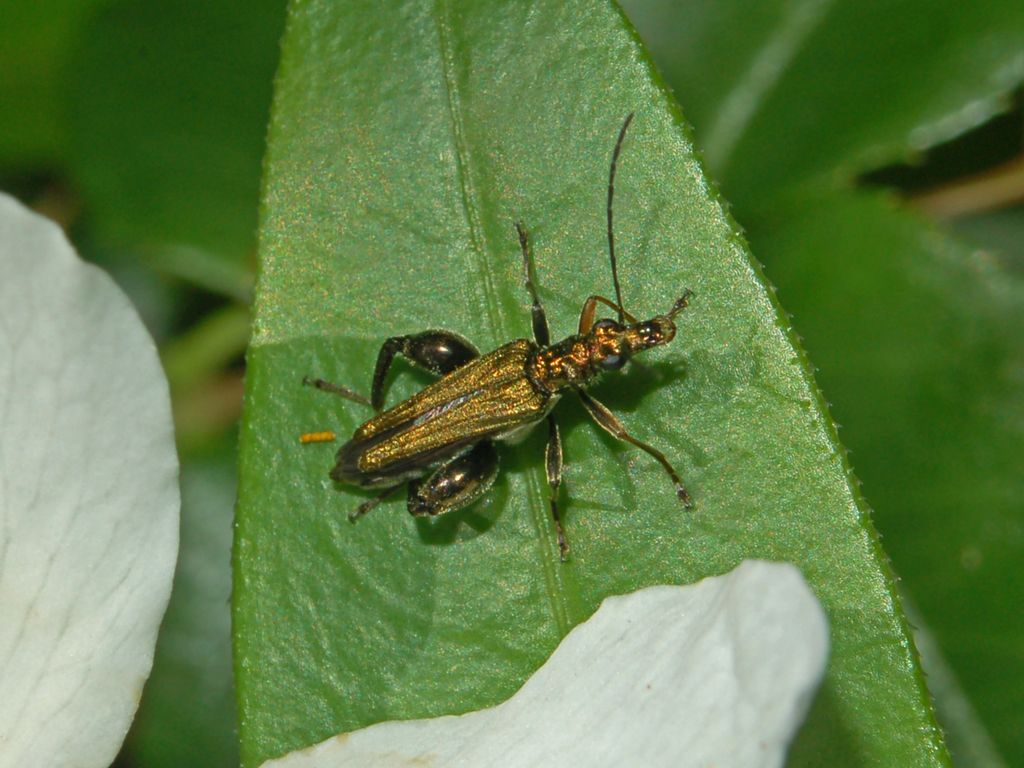
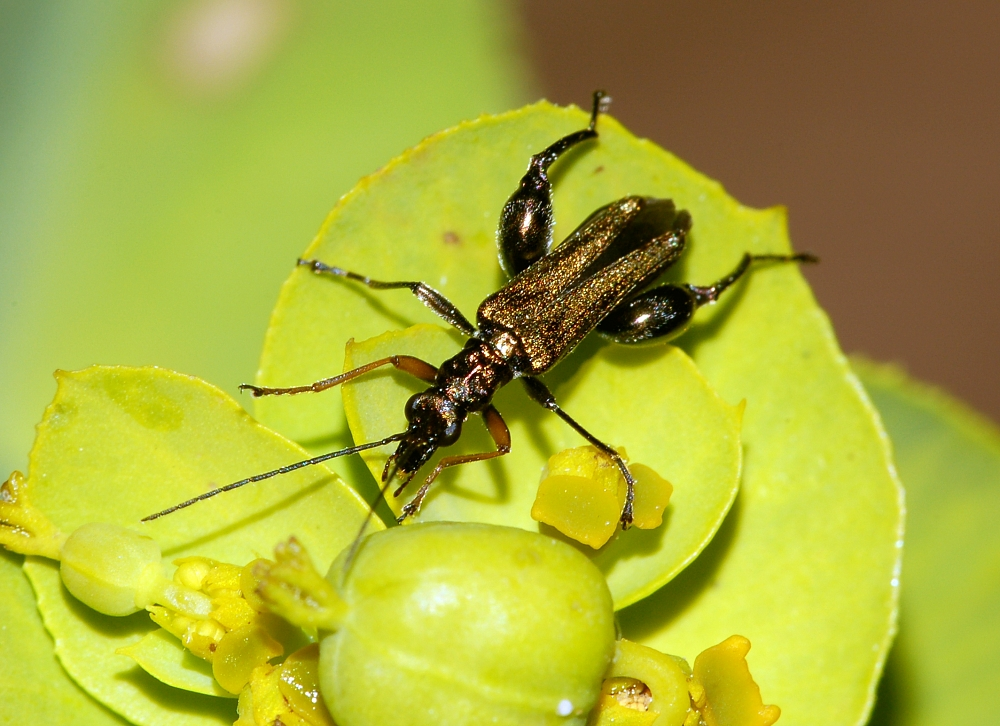
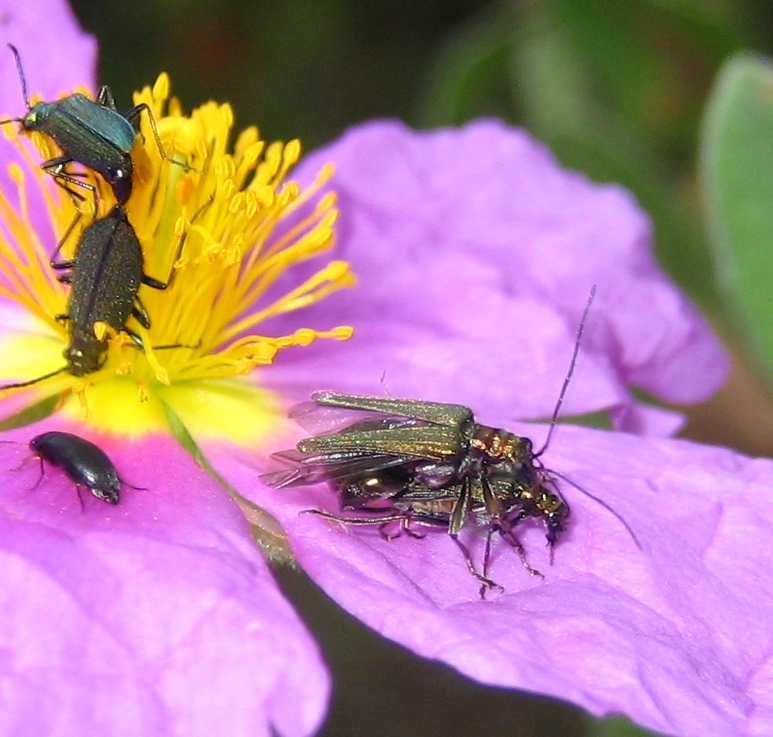
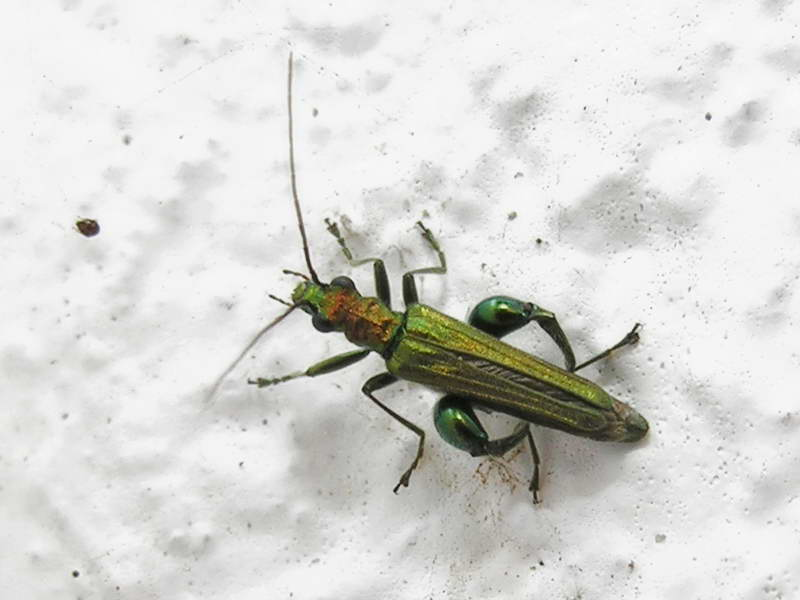